# Raionul Prîazovske, Zaporijjea
Prîazovske (în ucraineană Приазовський район, transliterat: Prîazovskîi raion) este un raion în regiunea Zaporijjea, Ucraina. Reședința sa este așezarea de tip urban Prîazovske.

## Demografie
Componența lingvistică a raionului Prîazovske
     Rusă (53,31%)
     Ucraineană (37,36%)
     Bulgară (7,1%)
     Alte limbi (0,63%)
Conform recensământului din 2001, majoritatea populației raionului Prîazovske era vorbitoare de rusă (53,31%), existând în minoritate și vorbitori de ucraineană (37,36%) și bulgară (7,1%).